# Реюньонская гигантская черепаха
Реюньонская гигантская черепаха (лат. Cylindraspis indica) — вид недавно вымерших гигантских сухопутных черепах. Эндемик острова Реюньон (Маскаренские острова) в Индийском океане. Вымерла из-за охоты и внедрения инвазивных хищников.
Стала известна европейцам в 1611 году, а примерно через сто лет стала крайне редкой. Начиная с 1728 года единичные экземпляры водились только на западе острова, вид вымер к 1800 году.

## Синонимы
- Testudo indica Schneider, 1783
- Chersine retusa Merrem, 1820
- Testudo retusa Gray, 1831
- Chelonura indica Rafinesque, 1832
- Testudo perraultii Duméril & Bibron, 1835
- Geochelone (Cylindraspis) perraultii Fitzinger, 1835
- Cylindrapis indica Agassiz, 1857
- Megalochelys indica Agassiz, 1857
- Chersina grayi Strauch, 1865
- Geochelone graii Pritchard, 1967
- Geochelone indica Pritchard, 1967
- Geochelone grayi Auffenberg, 1974
- Testudo indica perraultii Auffenberg, 1974
- Cylindraspis borbonica Bour, 1978
- Cylindraspis graii Bour, 1978
- Cylindraspis indica Bour, 1978
- Cylindraspis bourbonica Gerlach, 2001[2]